# Мухаммед Махмуд-паша
Мухаммед Махмуд-паша (араб. محمد محمود باشا; 1877–1941) — єгипетський політичний діяч, двічі прем'єр-міністр Єгипту.